# Erita Filipek
Erita Violetta Filipek (ur. 24 marca 1960, zm. 8 stycznia 2025) – polska okulistka, doktor habilitowana medycyny. Specjalizowała się w okulistyce dziecięcej. 

## Życiorys
Dyplom lekarski zdobyła na Śląskiej Akademii Medycznej (od 2007 roku Śląski Uniwersytet Medyczny) i na tej uczelni została zatrudniona w Katedrze Okulistyki, gdzie pracowała do śmierci.
Stopień doktorski uzyskała w 2004 roku na podstawie pracy "Odległe wyniki leczenia dzieci z pseudofakią po usunięciu zaćmy rozwojowej". Habilitowała się w 2013 roku na podstawie oceny dorobku naukowego i pracy pod tytułem "Ocena wpływu wszczepienia sztucznej soczewki u dzieci operowanych z powodu zaćmy wrodzonej i rozwojowej na stan przedniego i tylnego odcinka gałki ocznej".
Była starszym asystentem w Klinice Okulistyki Dziecięcej Katedry Okulistyki w Uniwersyteckim Centrum Okulistyki i Onkologii w Katowicach. Należała do Polskiego Towarzystwa Okulistycznego. W ramach Towarzystwa działała w sekcji okulistyki dziecięcej, a w 2013 roku weszła w skład komisji rewizyjnej PTO.
Swoje prace publikowała w czasopismach krajowych i zagranicznych, m.in. w „Magazynie Lekarza Okulisty” i „Klinice Ocznej”. Zainteresowania kliniczne i badawcze Erity Filipek dotyczyły zagadnień okulistyki dziecięcej.